# Cantonul Gamaches
Cantonul Gamaches este un canton din arondismentul Abbeville, departamentul Somme, regiunea Picardia, Franța.

## Comune
- Aigneville
- Beauchamps
- Biencourt
- Bouillancourt-en-Séry
- Bouttencourt
- Bouvaincourt-sur-Bresle
- Buigny-lès-Gamaches
- Cerisy-Buleux
- Dargnies
- Embreville
- Framicourt
- Frettemeule
- Gamaches (reședință)
- Maisnières
- Martainneville
- Ramburelles
- Rambures
- Tilloy-Floriville
- Le Translay
- Vismes